# Lövsalen
Lövsalen är ett naturreservat på Hornslandet i Hudiksvalls kommun i Hälsingland.
Reservatet är 197 hektar stort och består av olika biotoper. Det är skyddat sedan 1996. Här finns tjärnar, myrar, blockrika berg, en bäck och olika typer av skog. Här finns lövdominerade områden, men även ren tallskog och granskog. I granskogen finns träd som är upp till 200 år gamla. Längs Hällkroksbäcken finns en gammal pelarsal bestående av björk, asp, klibbal och gran. Här förekommer även sälg och andra lövträd samt ett antal näringskrävande örter. Bäcken är tidvis en viktig leklokal för havsöring. Fågellivet är rikligt. I reservatet ingår sjöarna Skrasslen och Stensan.
Lövsalen är en del av Ekopark Hornslandet. Här finns vandringsleder. Lövsalen är ett av flera naturreservat på Hornslandet.